# Новосілля (Березинський район)
Новосілля (біл. вёска Новасёлье) — село в складі Березинського району Мінської області, Білорусь. Село підпорядковане Дмитровицькій сільській раді, розташоване в східній частині області.